# Jan de Waal
Jan de Waal (18 de diciembre de 1934) es un deportista neerlandés que compitió en judo. Ganó tres medallas en el Campeonato Europeo de Judo entre los años 1955 y 1958.

## Palmarés internacional
| Campeonato Europeo | Campeonato Europeo      | Campeonato Europeo | Campeonato Europeo |
| Año                | Lugar                   | Medalla            | Categoría          |
| ------------------ | ----------------------- | ------------------ | ------------------ |
| 1955               | París (Francia)         | Medalla de bronce  | 1.er dan           |
| 1957               | Róterdam (Países Bajos) | Medalla de bronce  | –68 kg             |
| 1958               | Barcelona (España)      | Medalla de oro     | –68 kg             |